# Аксельрод, Меер Моисеевич
Ме́ер Моисе́евич Аксельро́д (5 [18] июля 1902, Молодечно — 10 января 1970, Москва) — советский художник, график, живописец, член общества «4 искусства», автор цикла «Немецкая оккупация», сделанного в годы Великой Отечественной войны.

## Биография
Родился в местечке Молодечно Виленской губернии, ходил в традиционный хедер. В начале Первой мировой войны семья после выселения царским правительством еврейского населения из прифронтовой полосы переезжает в Тамбов, где он в 1916—1917 годах посещал вечерний класс рисовальной школы В. Н. Перельмана (1892—1967). В 1919 году семья предприняла попытку вернуться в Молодечно, но город к тому времени уже стал польским, в результате семья осела в Минске, где Аксельрод зарабатывал на жизнь рекламными плакатами для кинотеатров и окончил реальное училище. В 1919—1920 годах служил чертёжником Управления связи Западного фронта Красной Армии в Минске, посещал изостудию Пролеткульта под руководством В. Ф. Штраниха в Смоленске, преподавал рисование в минских школах и здесь же в 1921 году впервые принял участие в выставке белорусских художников.
В 1921—1927 годах учился во ВХУТЕМАСе. Затем преподавал в ВХУТЕИНе (Высшем художественно-техническом институте) и Текстильном институте (1928—1932). Был членом общества «4 искусства», вступил в Московский Союз художников в 1932 году. В 1930—1931 годах дважды посетил сельскохозяйственную коммуну «Войо Ново» (названа на эсперанто), основанную евреями, вернувшимися из Палестины, наблюдения и зарисовки в коммуне оказали сильное влияние на дальнейшее творчество художника. Начиная с 1931 года, попал вместе с многими известными художниками под кампанию по борьбе с формализмом, хотя ещё в 1934 году его картины выставлялись во Франции. Порицался в советских газетах за пессимизм, набросочность, деформации, незаконченность, экспрессионизм и даже близость к Модильяни. Вынужден был перейти к иллюстрации книг и работе в театре. В частности, работал в белорусском ГОСЕТе (Государственном еврейском театре), иногда и в московском ГОСЕТе.
В 1941 году семья Аксельрода была эвакуирована в Тамбов, где была и во время Первой мировой войны. Сам Меер Аксельрод остался в Москве, пытаясь узнать о судьбе арестованного брата, поэта Зелика Аксельрода, и ожидая призыва в армию. Вскоре после мобилизации был отозван Сергеем Эйзенштейном для работы в съемочной группе фильма «Иван Грозный» в Алма-Ате, по дороге туда забрал семью из Тамбова. Был в эвакуации в Алма-Ате в 1941—1943, где оказывал поддержку еврейским беженцам из Польши. В 1944 году в Алма-Ате состоялась персональная выставка Аксельрода.
После войны участвовал в групповой выставке в Москве на Кузнецком мосту в 1966 году, там было экспонировано около 250 картин. После выставки сразу оказался в больнице из-за сердца. В 1968 году состоялась персональная выставка в (Ростове-на-Дону). Аксельрод скончался от нераспознанного инфаркта в 1970 году, так и не увидев вышедшего из печати каталога персональной выставки. Художник похоронен на старой, еврейской части Востряковского кладбища.
Персональные выставки: 1972 (Москва, посмертно), 1973 (Ленинград, посмертно), 1982 (Москва, посмертно). Посмертные выставки в 1990-х гг. и 2000-х гг. в Москве, Нью-Йорке, Лондоне, Германии, Израиле.

## Творчество
Многие картины Аксельрода посвящены сюжетам из жизни российских евреев, серия «Гетто» (1968—1969), серия «В степи» — по впечатлениям от поездки в сельскохозяйственную еврейскую коммуну в Крыму в 1930—1931. Автор серии картин «Воспоминания о старом Минске». Елена Аксельрод, дочь художника, издала в Иерусалиме альбом-монографию художника (1993 год) и в Москве книгу воспоминаний и писем «Двор на Баррикадной» (2008 год). Творчество Аксельрода высоко ценил поэт Арсений Тарковский: «Это прекрасный пример того, как выгодно быть честным и чистым человеком… Вы видите совершенно наглядно, какие прекрасные плоды это приносит, как дорого то, что делается людьми такого рода, которые с подлинно святым упрямством, с железной волей пробиваются сквозь все преграды».
Произведения Меера Аксельрода хранятся в Третьяковской галерее, Русском музее, музее изобразительных искусств имени А. С. Пушкина.

## Семья
Брат — поэт Зелик Аксельрод, был расстрелян в 1941 году в возрасте 37 лет, Зелик познакомил Меера с поклонницей своего творчества еврейской писательницей Ривкой Рубиной, которая и стала женой Меера. Их дочь — поэт Елена Аксельрод, внук — художник Михаил Яхилевич. Художник часто изображал своих близких на картинах: жену, дочь, брата и даже внука.

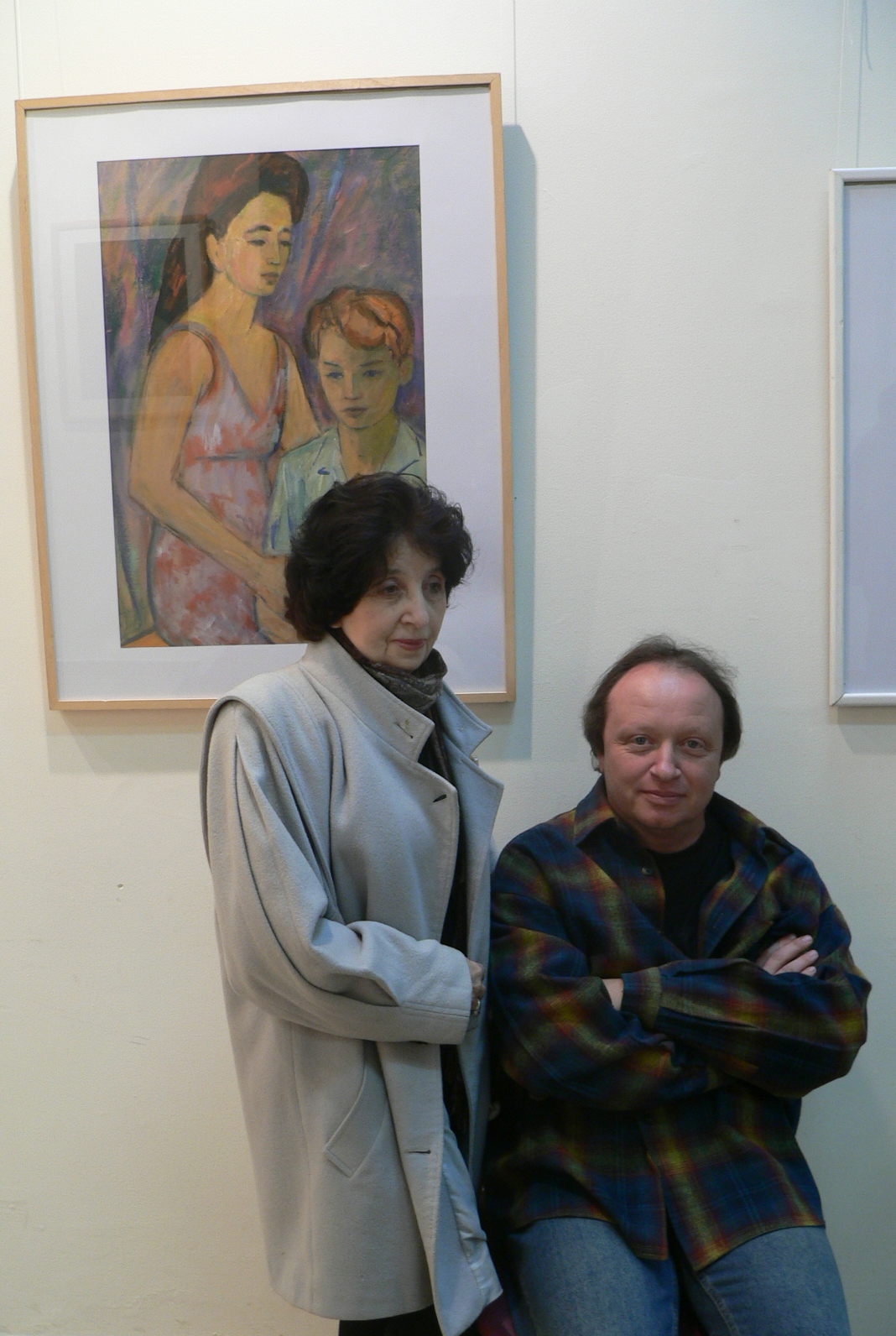
Елена Аксельрод с сыном Михаилом Яхилевичем перед картиной Меера Аксельрода «Портрет дочери с маленьким Мишей»
Зелик и Меер. Рисунок Меера Аксельрода
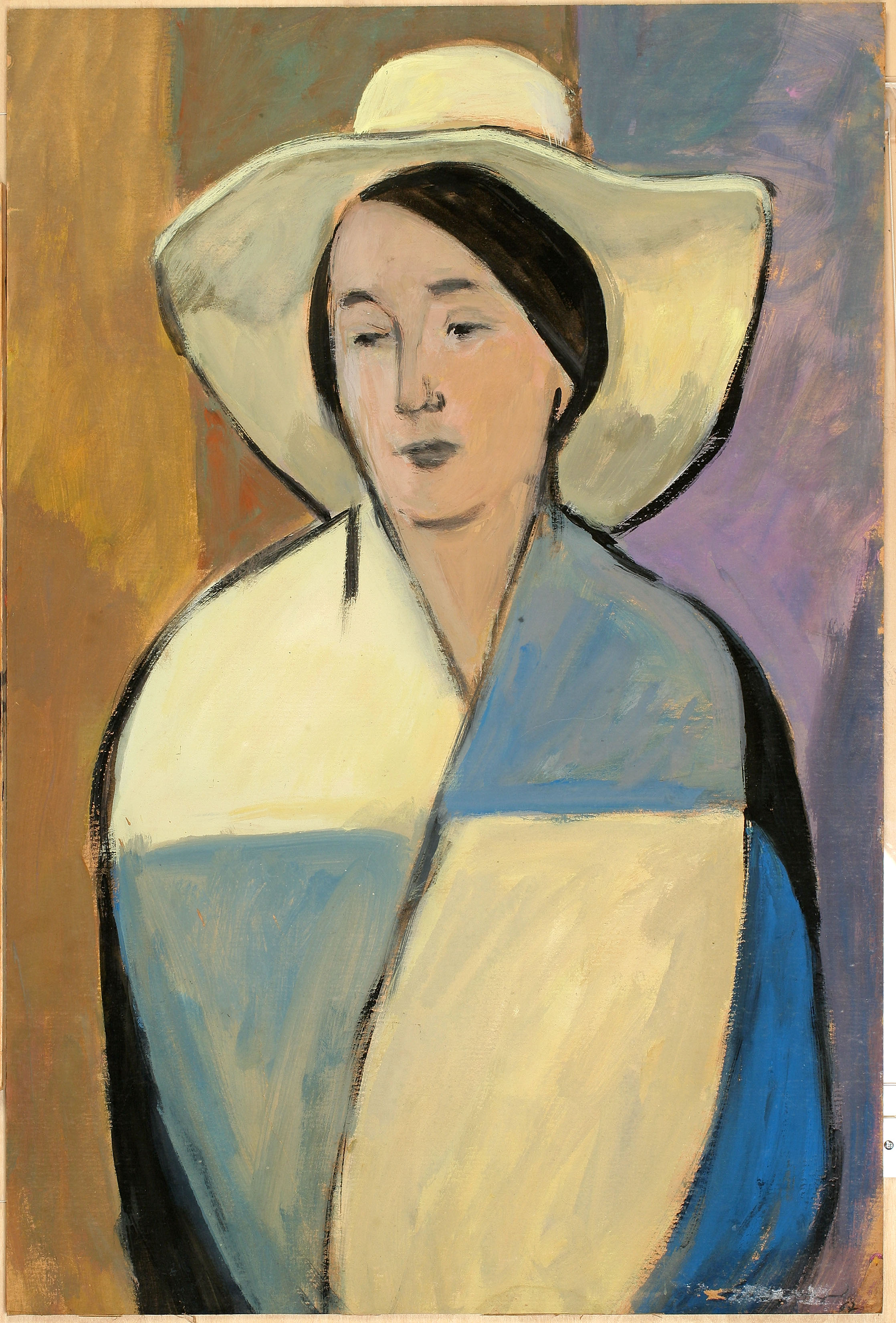
Меер Аксельрод. Портрет жены в белой шляпе

## Выставки
- Государственный музей изобразительных искусств имени А. С. Пушкина, «Общая тетрадь. Три поколения семьи Аксельрод. Живопись, графика, стихи», Москва, 2006. На выставке представлены живопись Михаила Яхилевича и стихи Елены Аксельрод последних лет[7]
- Галерея ПРОУН, выставка работ, Москва, 2010[8]
- Центр Артефакт, выставка работ, Москва, 2013. Выставка проведена галереей Веллум[9]
- Галерея Открытый клуб, «Обнажённая натура», Москва, 2014
- Бобруйский художественный музей, «Меер Аксельрод. Возвращение домой», Бобруйск, Республика Беларусь, 2018[10]. В выставке экспонируются 42 произведения художника из коллекции, принадлежащей его дочери и внуку[11]
- Музей «Боевая Слава», «Немецкая оккупация», Дербент, 2019[12]
- Музей Победы, коллекция работ в рамках документальной выставки «Непокоренные», Москва, 2020[13]

На основе работ Меера Аксельрода «Немецкая оккупация», большая часть которых создана в 1942—1943 годах, Фондом Александра Печерского был подготовлен цикл выставок, прошедших в том числе и в странах Европы. В экспонируемых работах особое внимание привлекает картина «Узник» — единственный прижизненный портрет Александра Печерского.
- Музей Марка Шагала, «Немецкая оккупация в графике Меера Аксельрода», Витебск, Республика Беларусь, 2018. Выставка стартовала в канун Международного дня памяти жертв Холокоста и посвящен этой скорбной отметке в календаре[16]
- Государственный центральный музей современной истории России, «Немецкая оккупация. Взгляд переживших», Москва, 2018. Среди экспонатов — живопись и графика Абрама Моносзона, а также архивные документы, фотографии и личные вещи руководителя восстания в Собиборе Александра Печерского[17]
- Национальный исторический музей Республики Беларусь, «По ту сторону жизни: немецкая оккупация в графике Меера Аксельрода», Минск, Республика Беларусь, 2018. Экспонируемые работы представлены в Минске впервые. Куратор выставки — Илья Васильев[18]
- Музей Санкт-Петербургский академии художеств, «Немецкая оккупация», Санкт-Петербург, 2019. Выставка приурочена памяти жертв Холокоста[19].
- «Немецкая оккупация в работах Меера Аксельрода», Загреб, Хорватия, 2020. Выставка приурочена к 75-летию Победы в Великой Отечественной войне[20]